# Kuwait en los Juegos Paralímpicos de Atlanta 1996
Kuwait estuvo representado en los Juegos Paralímpicos de Atlanta 1996 por un total de 17 deportistas masculinos.

## Medallistas
El equipo paralímpico kuwaití obtuvo las siguientes medallas:
| Nombre           | Deporte   | Evento                 |
| ---------------- | --------- | ---------------------- |
| Oro              |           |                        |
| Fahed Al-Mutairi | Atletismo | Jabalina F35 masculino |
| Plata            |           |                        |
| Ali Mohamed      | Atletismo | Jabalina F57 masculino |
| Bronce           |           |                        |
| Mashal Al-Otaibi | Atletismo | Jabalina F55 masculino |